# 運天港

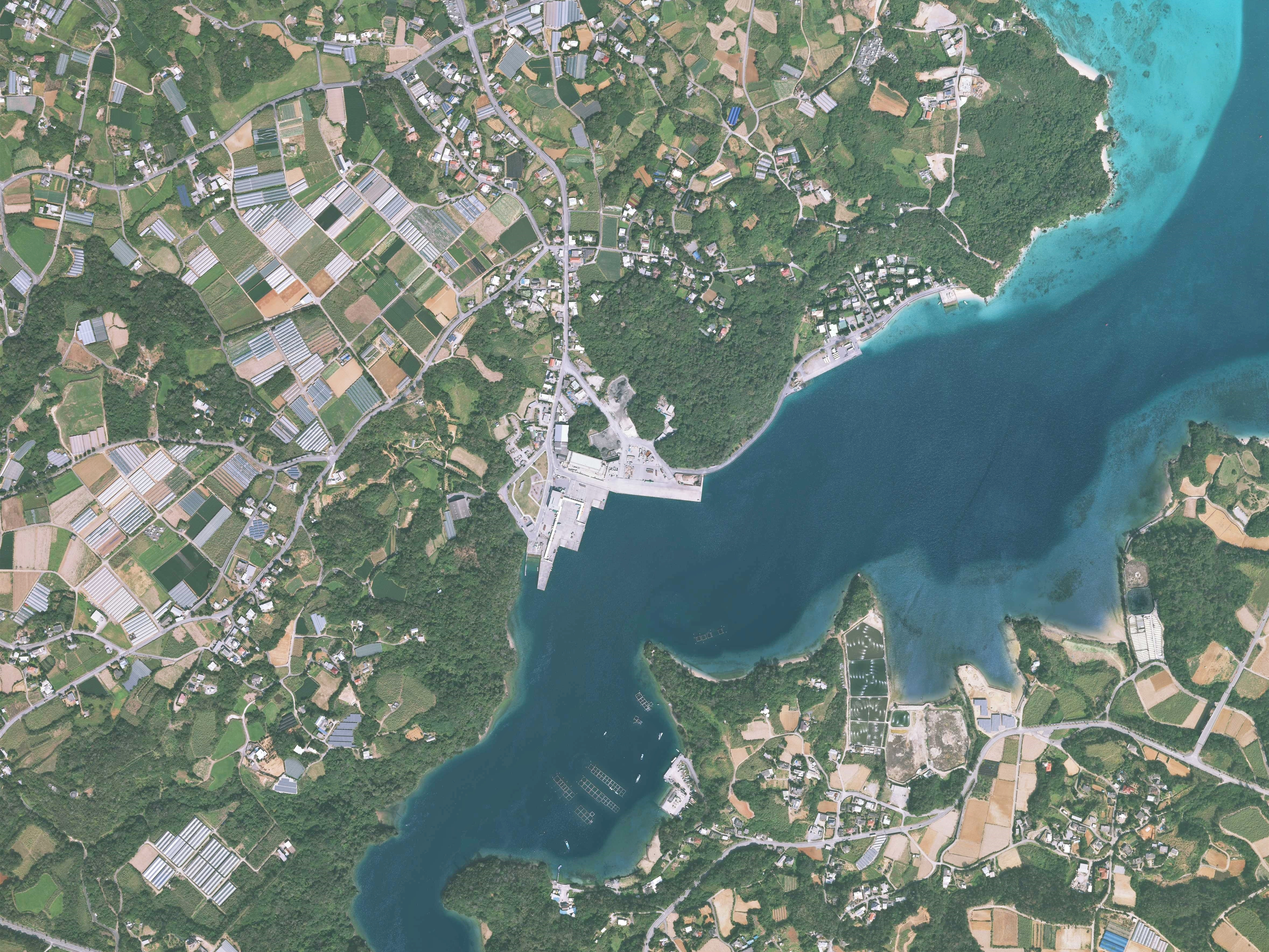
運天港付近の空中写真（2018年）

運天港（うんてんこう）は、沖縄県国頭郡今帰仁村にある重要港湾である。対岸の名護市の屋我地島に跨る羽地内海一帯の小さな港区も含んでいる。港湾管理者は沖縄県。
沖縄本島北部の本部半島では本部港と並んで主要な港だが、重要港湾に指定されているのはこの港だけである。

## 歴史

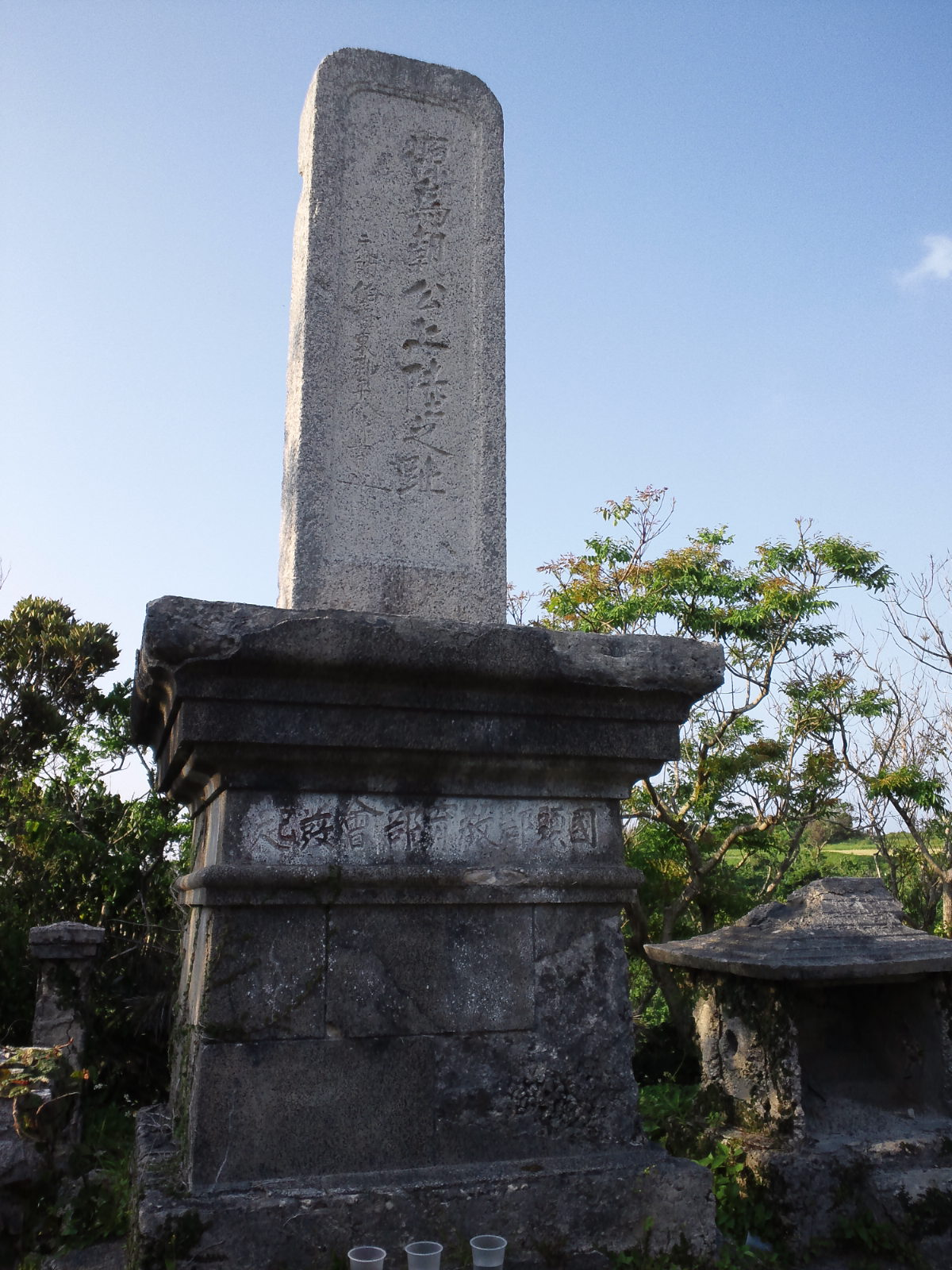
源為朝公上陸之趾。

源為朝が辿り着いた地だとする伝説がある（源為朝#為朝伝説も参照）。港には上陸の碑が建っている。
琉球王府時代、北山（沖縄島北部地域）の中心だった今帰仁城があったことから行政の要所だった。17世紀に薩摩軍が琉球侵攻した際、沖縄本島への第一歩を踏み入れたのは当港だったと言われている。以来、薩摩との航路として利用されたという。
第二次世界大戦前は、奄美群島や近隣離島との流通の中心地として農作物等を取り扱ったほか、日本本土向けの黒糖の積出港として栄えた。戦時中には旧日本海軍の特殊潜航艇基地が置かれていたが空爆によって壊滅し、米軍部隊の上陸を許した。
戦後、水深5m、1,000t級の船舶が利用できる岸壁が建設された。
1972年の本土復帰とともに沖縄県を管理者とする重要港湾として指定された。また、1975年に開催された沖縄国際海洋博覧会会場の建設資材搬入および、来客輸送のための港湾として位置づけられたことから、10,000t級の船舶が利用できる岸壁が整備された。この際、当港の近隣にあり沖縄本島海域では唯一の天然の避泊地である羽地内海も併せて整備され、台風などの大しけの際には、付近を航行する船舶が避難目的として利用するようになった。
1988年には伊是名航路が、1990年には伊平屋航路が運航効率の良さ等から、本島側の発着港をそれぞれ本部港から移した。

## 旅客輸送
旅客施設として、両村の切符売り場のほか、喫茶および売店と、椅子および畳敷きの待合室が備えられている。

### 旅客航路

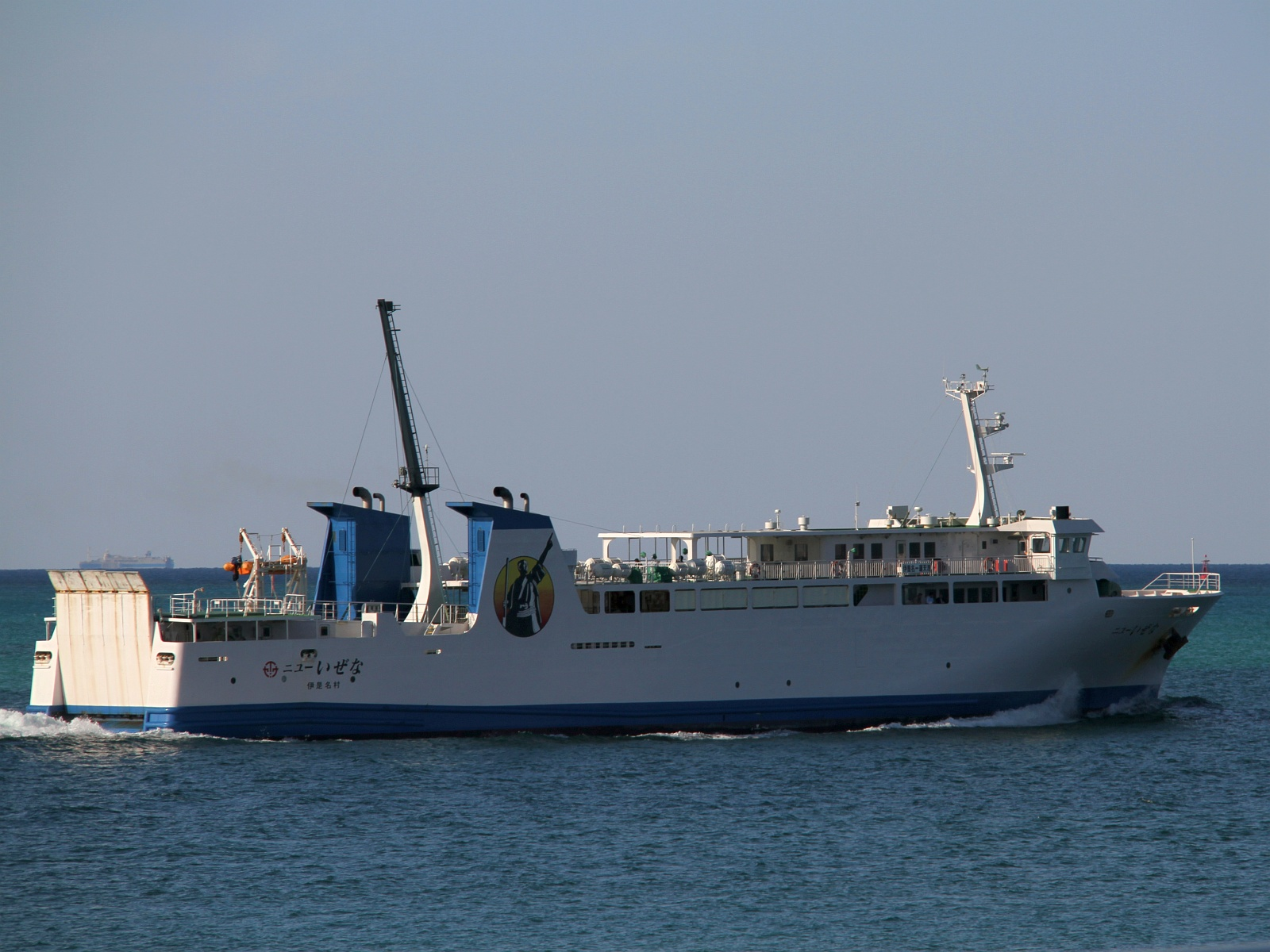
伊是名村営フェリー「ニューいぜな」 - 屋我地島沖

近隣離島へのフェリー航路が就航している。いずれも離島側の自治体が運営しており母港もそちらにあるが、荒天時には運天港に避難する。
- 伊是名村営フェリー
  - 運天港 - 伊是名島・仲田港
  - 毎日2往復、所要時間は55分[1]。
- 伊平屋村営フェリー
  - 運天港 - 伊平屋島・前泊港
  - 毎日2往復、所要時間は1時間20分[2]。

#### かつての就航地
- 屋我地島
  - 1953年の初代屋我地大橋の供用に伴い廃止された。
- 古宇利島
  - 古宇利海運による毎日数便の運航だったが2005年、古宇利大橋の供用に伴い廃止された。

## 港への交通
公共交通機関
最寄りバス停の「運天港」より、やんばる急行バス 空港線が運行されている。
同路線は、やんばる急行バスが、2013年より那覇市内と今帰仁間を沖縄自動車道経由で運行しており、フェリーの発着する時間帯には港内に乗り入れている。かつて乗り入れていた路線バスは2002年に廃止されており、約10年ぶりに公共交通機関による接続が復活した。
主な停留所
- 那覇空港 - 県庁北口 - 古島駅前 - 琉大入口 - 池武当 - 名護市役所 - 本部港 - 美ら海水族館 - 今帰仁村役場 - 運天港

その他
- 港内はフェリーに乗船する車両以外は駐車禁止となっている。なお、周辺には民間経営の駐車場があり、 1日500円で車を止めておくことができる。　　　　　　　　　　　　　　　　　　夏は1日1,000円に値上げされる。
- 港付近に個人経営のレンタカー店がある。